# 水無川 (富山県)
水無川（みずなしかわ）もしくは水無谷（みずなしだん）は、富山県南砺市五箇山地域を流れる河川の一つで、利賀川の支流である。流域は旧利賀村の最南端、岐阜県との境界に位置する。

## 概要
水無川は富山県・岐阜県境のブナの原生林を源流とし、北東から南西に向けて流れる河川である。水無川一帯はブナの原生林にかこまれた地域であり、大昔からのブナの原始林が残っている。また、標高1,200m以上の地点には多くの湿原があり、ヨシの群落、イヌコリヤナギ水辺林、ヤチスゲ湿原などが存在する。
水無川の反対方向（南西）からはアテビョウ谷が流れてきており、水無川はアテビョウ谷と水無ダムで合流して利賀川を構成する。利賀川は流れを変えて北流し、利賀谷の支流を集めてやがて庄川に合流する。
水無川とアテビョウ谷によって形成された渓谷の南側には、標高1,300~1,500mの山脈が連なり、富山・岐阜の県境を構成する。この渓谷は急斜面が多いが、水無川右岸に平坦地があり、かつてはこのあたりに水無集落が存在していた。水無集落は最盛期には18の世帯があったが、昭和48年11月に水無ダムが完成すると離村が進み、現在は定住者は存在しない。